# Kierwiny (gromada)
Kierwiny – dawna gromada, czyli najmniejsza jednostka podziału terytorialnego Polskiej Rzeczypospolitej Ludowej w latach 1954–1972.
Gromady, z gromadzkimi radami narodowymi (GRN) jako organami władzy najniższego stopnia na wsi, funkcjonowały od reformy reorganizującej administrację wiejską przeprowadzonej jesienią 1954 do momentu ich zniesienia z dniem 1 stycznia 1973, tym samym wypierając organizację gminną w latach 1954–1972.
Gromadę Kierwiny z siedzibą GRN w Kierwinach utworzono – jako jedną z 8759 gromad na obszarze Polski – w powiecie lidzbarskim w woj. olsztyńskim na mocy uchwały nr 16 WRN w Olsztynie z dnia 4 października 1954. W skład jednostki weszły obszary dotychczasowych gromad Kierwiny, Klejdyty i Konity ze zniesionej gminy Kiwity oraz obszar dotychczasowej gromady Sarnowo ze zniesionej gminy Lidzbark Warmiński w tymże powiecie. Dla gromady ustalono 10 członków gromadzkiej rady narodowej.
Gromadę zniesiono 1 stycznia 1958, a jej obszar włączono do gromad: Kiwity (wsie Kierwiny i Konity, wieś i PGR Klejdyty oraz osadę Kłajty) i nowo utworzonej Lidzbark Warmiński (wieś Sarnowo) w tymże powiecie.